# Crkva sv. Mihovila u Komiži
Crkva sv. Mihovila je rimokatolička crkva iznad Komiže, uz cestu za grad Vis.

## Opis
Crkva sv. Mihovila građena je u 12. stoljeću na prijevoju brda iznad Komiže kao benediktinska crkva biševskog samostana sv. Silvestra. Obnovljena je i djelomično barokizirana u 18.st. Jednobrodna je građevina s četverokutnom apsidom, glavnim pročeljem okrenuta zapadu. Nad glavnim pročeljem ima zvonik na preslicu. Građena je od klesanaca povezanih širim sljubnicama. U unutrašnjosti ima djelomično sačuvane lezene sa slijepim lukovima.

## Zaštita
Pod oznakom Z-5353 zavedena je kao nepokretno kulturno dobro - pojedinačno, pravna statusa zaštićena kulturnog dobra, klasificirano kao "sakralna graditeljska baština".